# Bentley-paradoxon
Isaac Newton gravitációelméletének paradoxonja, melynek fő kérdése, hogy a világegyetem véges-e  vagy végtelen.

## A paradoxon
1692-ben Richard Bentley anglikán tiszteletes Newtonnak írt levelében mutatott rá azokra a problémákra, melyek a gravitációelméletben akkor merülnek fel, ha azt az egész univerzumra alkalmazzuk. Ha az Univerzum véges, akkor a kölcsönös gravitációs vonzás miatt a csillagok egy pontban egyesülve egy szupercsillagot alkotnak. Ha viszont végtelen, akkor az árapály erők is végtelen nagyok, amik szétszaggatnák a csillagokat.
Newton a paradoxon alól egyetlen kibúvót talált. Az univerzumnak végtelennek kell lennie és a benne lévő anyagnak egyenletes eloszlásúnak. Ez az állandó állapot azonban rendkívül instabil, a legapróbb zavaró hatás is a Bentley által említett következménnyel járna.